# Adrian Oswalt
Adrian Oswalt (* 1954 in Bad Homburg vor der Höhe) ist ein deutscher Komponist.

## Leben und Wirken
Adrian Oswalt studierte Komposition bei Hans Ulrich Engelmann an der Hochschule für Musik und Darstellende Kunst Frankfurt am Main und Querflöte bei Klaus Schochow an der Hochschule für Musik und Darstellende Kunst Stuttgart. Oswalt spielt verschiedene Instrumente, darunter Klavier, Saxophon und Gitarre. Er war als Bühnenmusiker in Frankfurt am Main, Tübingen, Stuttgart und Berlin tätig.
Er unternahm mehrere Konzertreisen in Europa, den USA und Asien. Im Rahmen des Deutschlandjahres 2005 führte er sein Kindermusical Die Bremer- und andere Stadtmusikanten in mehreren japanischen Städten auf, darunter Tokio und Hiroshima. Im Rahmen des Kulturfestivals Deutschland und China, gemeinsam in Bewegung trat er mit seinem Konzertprogramm für Drehorgel und Orchester in Nanjing und mit einem Soloprogramm für Drehorgel und Querflöte auf der Expo in Shanghai auf.
2011 erhielt er den Kulturpreis der Europäischen Kulturstiftung Pro Europa „für seine Verdienste um die musikalische Innovation der mechanischen Musik und für die Etablierung der Drehorgel auf der Konzertbühne“.
In seinen Werken verarbeitet Oswalt häufig politische und gesellschaftliche Themen, wie zum 150-jährigen Jubiläum der Revolution 1848/1849 sein Liedprogramm Leute, höret die Geschichte!. Anlässlich des 5. Jahrestages der Fukushima-Katastrophe führte er 2016 FukushimaRequiem 03/11 für Gesang und Orchester auf. 2018 folgte für Orchester und Gesang 12 Friedensgebete aus 12 Religionen und 2019 VerfassungsKlänge, eine Vertonung des Grundgesetzes.

## Die Oswalt-Orgel
In Zusammenarbeit mit der Waldkircher Orgelstiftung entwickelte und baute er die größte Handorgel der Welt, die sogenannte Oswalt-Orgel. Das Besondere dieses Instruments ist die Verbindung von mechanischer und elektronischer Klangerzeugung. Dafür bekam er einen Preis für innovativen Instrumentenbau.

## Kompositionen
- Der Wagner Code – analog und digital entschlüsselt (2013)[7]
- FukushimaRequiem0311 (2016)[8]
- Wuhan – eine Collage mit Stimmen und Geräuschen aus Wuhan (die 2009 aufgenommen wurden) mit Erhu (Chinesische Geige), Violine, Viola und Cello (2017)
- 12× Frieden – 12 Friedensgebete aus 12 Religionen (2018)
- VerfassungsKlänge – Das Grundgesetz vertont (2019)[9]
- J.S. Bach / Adrian Oswalt: Bourree[10]

### Art has to be contagious
Während der COVID-19-Pandemie initiierte Adrian Oswalt ein internationales Musikprojekt. Das Ziel des Projekts war es, in den herausfordernden Zeiten der Pandemie eine Gemeinschaft über Grenzen und Kulturen hinweg zu schaffen und die verbindende Kraft der Kunst zu demonstrieren. Oswalt komponierte eine kleine Melodie und sendete diese weltweit mit der Einladung an andere Komponisten, darauf basierend eigene Kompositionen zu kreieren. Die Vielzahl der eingegangenen Beiträge wurde von ihm zu einer Klangcollage zusammengefügt. Die Malerin Marianne Hollenstein ergänzte dieses musikalische Werk mit einer Serie von Bildcollagen.

## Belege
1. ↑  Helmut Fleischhauer: Adrian Oswalt ist mit seinem Programm "Peter und der Wolf" in den Bibliotheken des Landkreises Spree-Neiße zu Gast. Abgerufen am 13. April 2020 (deutsch).
2. 1 2  Michael Hagemann: Europäischer Kulturpreis für Adrian Oswalt. (PDF) In: Tonkünstler Forum, Ausgabe Dezember 2011, Seite 18. Deutscher Tonkünstler Verband Baden-Württemberg e. V., abgerufen am 2. März 2020.
3. ↑  Redaktion Regiorebellen: Waldkirch: Kulturwochen >Special Concert< mit Adrian Oswalt - Heute! In: Regiorebellen. 13. September 2012, abgerufen am 13. April 2020 (deutsch).
4. ↑  „Die Dynamik treibt uns fort“. In: W O R T V I S I O N. 14. November 2011, abgerufen am 13. April 2020 (deutsch).
5. ↑  Die Riesen-Drehorgel XXXL - mit 58 Tonstufen - größter Tonumfang |. Abgerufen am 13. April 2020.
6. ↑  Adrian Oswalt, Erbauer der größten Handorgel der Welt. In: swr.de. 9. März 2019, archiviert vom Original (nicht mehr online verfügbar) am 3. März 2020; abgerufen am 3. März 2020.  Info: Der Archivlink wurde automatisch eingesetzt und noch nicht geprüft. Bitte prüfe Original- und Archivlink gemäß Anleitung und entferne dann diesen Hinweis.
7. ↑  Tristan im Akkord – eine musikalische Traumsequenz. Aufführung vom 28. November 2013 im Schillertheater in Berlin durch das Bläserquintett der Staatskapelle Berlin. In: Youtube.com. Abgerufen am 3. März 2020.
8. ↑  FukushimaRequiem03/11 - Das Leid der Tiere. In: Youtube.com. Abgerufen am 3. März 2020.
9. ↑  Tag des Grundgesetzes: HMKW Studierende organisiert VerfassungsKlänge mit. In: hmkw.de. Abgerufen am 2. März 2020.
10. ↑  Bourree. In: Youtube.com. Abgerufen am 3. März 2020.
11. ↑  art-has-to-be-contagious.com

| Personendaten    | Personendaten            |
| ---------------- | ------------------------ |
| NAME             | Oswalt, Adrian           |
| KURZBESCHREIBUNG | deutscher Komponist      |
| GEBURTSDATUM     | 1954                     |
| GEBURTSORT       | Bad Homburg vor der Höhe |